# 寅次郎的故事47 致车寅次郎先生
《寅次郎的故事47 致车寅次郎先生》（日语：男はつらいよ 拝啓車寅次郎様）是一部1994年上映的日本喜剧电影，亦是《寅次郎的故事系列》的第四十七部剧场版作品。由山田洋次导演，渥美清、倍赏千惠子、前田吟、下条正巳、三崎千惠子、片濑梨乃等等主演。于1994年12月23日上映。

## 剧情简介
寅次郎回到家时满男正在为自己的推销员工作发愁，寅次郎现身说法，把自己多年的售货经验传授给他。应同学的邀请，满男去川井家拜访，结识了他的妹妹菜穗，被她天真无邪的可爱样子吸引住了。恰巧寅次郎也在这个小镇上，他见到了年轻漂亮的摄影爱好者典子，她追逐着美景，不肯错过任何机会。因为她不小心摔伤了胳臂，寅次郎送她去找医生。两人谈得非常投缘，却因为她的丈夫来接走她，没有来得及深谈。寅次郎惦记着典子，知道她正为家庭问题不愉快，回到家后，他让满男开车带他去探望典子。远远地，他见到了送女儿出门的她，脸上带着微笑。寅次郎明白她已经走出了生活的阴影，一切又重归于好。寅次郎默默地从她的身边离开了。

## 主要演员
- 车寅次郎：渥美清
- 诹访满男：吉冈秀隆
- 宫典子：片濑梨乃
- 诹访樱：倍赏千惠子
- 车龙造（外甥）：下条正巳
- 车つね（姑妈）：三崎千惠子
- 诹访博：前田吟
- 桂梅太郎（社长）：太宰久雄
- 源公：佐藤蛾次郎
- 三泽雪子：小林幸子
- 印刷厂职员：牧野佐代子
- 川井菜穗：牧濑里穗
- 川井信夫：山田雅人
- 菜穗之父：河原崎长一郎
- 宮幸之助：平泉成
- 专务董事：须磨启
- 酒店员工：神户浩

## 奖项
- 第5届文化厅最佳电影作品奖长篇电影部门
- 第13届金十字奖最佳银奖

### 英文
- 互联网电影数据库（IMDb）上《Otoko wa tsurai yo: Haikei, Kuruma Torajiro sama (1994)》的资料（英文）

### 德文
- . www.molodezhnaja.ch.   [2016-04-05]. （原始内容存档于2016-03-03） （德语）.

### 日文
- . www.allcinema.net.   [2016-04-05]. （原始内容存档于2016-03-04） （日语）.
- . 日本电影院数据库（日本文化厅）.   [2016-04-05]. （原始内容存档于2012-03-26） （日语）. 外部链接存在于|publisher= (帮助)
- . 日本电影数据库.   [2016-04-05]. （原始内容存档于2016-03-03） （日语）.
- . 电影旬报.   [2016-04-05]. （原始内容存档于2012-03-24） （日语）.

### 中文
- . 豆瓣电影.   [2016-04-05]. （原始内容存档于2017-01-11）.